# 七尾港
七尾港（ななおこう）は、石川県七尾市の七尾湾に面している港湾である。港湾管理者は石川県。港湾法上の重要港湾、港則法上の特定港に指定されている。

## 概要

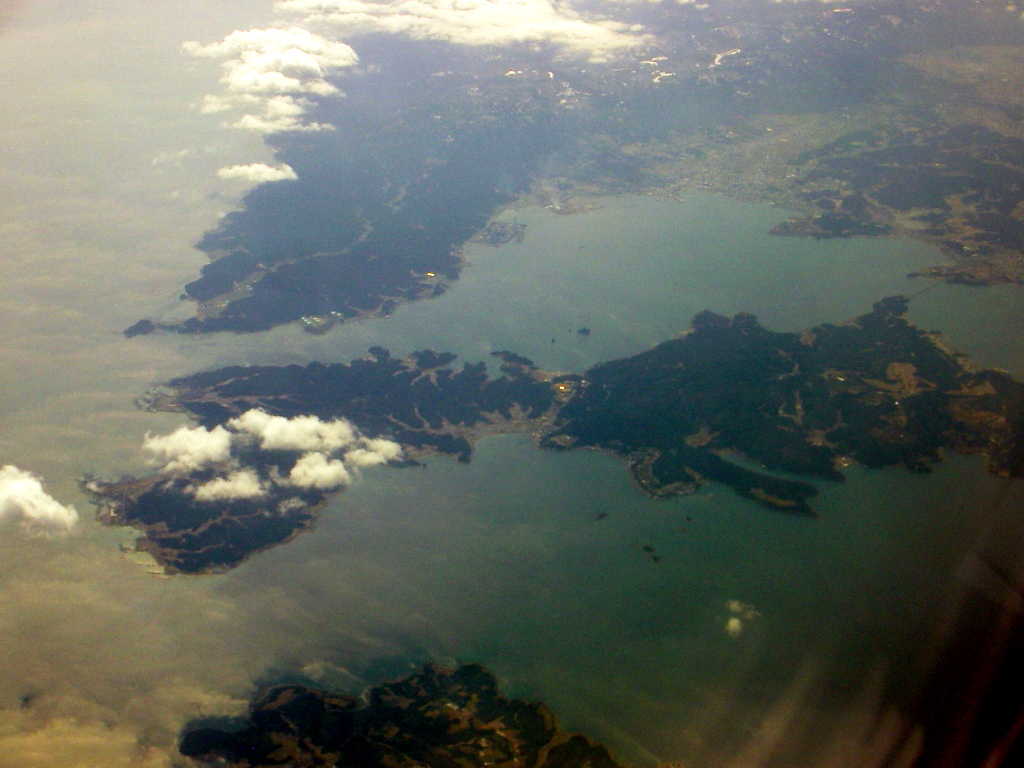
七尾湾

古くから香島津（かしまつ）の名で天然の良港として栄えた。江戸時代には北前船の寄港地として繁栄した。
718年（養老2年）、能登国の発足に伴って現在の七尾湾を国津として決め、「香島津」と名付けた。1858年（安政4年）、五ヶ国条約の開港地候補として江戸幕府は加賀藩に対して能登国内に点在する天領と七尾港の領地交換を持ちかけるが加賀藩は拒絶。1862年（文久2年）、加賀藩は港に七尾軍艦所を設け軍港となった。
1899年（明治32年）、勅令により開港場に指定され開港した。北陸地方では、伏木港（富山県高岡市、現在の伏木富山港）および敦賀港（福井県敦賀市）も開港場として指定されている。当時は2年ごとの輸出入総額が5万円に達しなければ閉港されるという条件付きとなっていた。
現在の七尾港は七尾市府中町から同市矢田新町までの一帯が港湾地帯となっている。また、港一帯はみなとオアシスとして登録していて、能登食祭市場を代表施設とするみなとオアシス七尾「能登食祭市場」として様々なイベントが開催されている。

## 歴史
- 1862年（文久2年） - 七尾軍艦所が開設する。 造船所、製鉄所のほか、加賀藩の洋式軍事学問所「壮猶館」の分校として七尾語学所が置かれ、石黒五十二、瓜生外吉、桜井錠二、高山甚太郎、平井晴二郎らが学んだ[8]。
- 1876年（明治9年） - 七尾軍艦所廃止。
- 1897年（明治30年）
  - 6月27日 - 七尾湾南港が開港[9]。
  - 8月 - 開港外貿易港に指定[1]。
- 1899年（明治32年）8月4日 - 勅令により七尾港が開港場に指定[1][2][5]。
- 1904年（明治37年） - 七尾港駅が開業（当初の駅名は矢田新駅）[10]。
- 1914年（大正3年） - 観音崎灯台が完成[10]。
- 1927年（昭和2年）10月 - 第2種重要港湾に指定[11]。
- 1945年（昭和20年）5月25日 - B29が当港に機雷を投下[12]。
- 1947年（昭和22年）
  - 月日不詳 - 指定貿易港に指定。
  - 10月29日 - 昭和天皇の戦後巡幸。港務所3階から七尾港を視察[13]。
- 1949年（昭和24年） - 「第1回港まつり」が開催。
- 1951年（昭和26年）1月 - 重要港湾に指定[11]。
- 1957年（昭和32年） - 植物防疫港に指定。
- 1959年（昭和34年） - 検疫所が開設。
- 1982年（昭和57年） - 能登島大橋の開通に伴い、能登島との航路が廃止[14]。
- 1984年（昭和59年）２月1日 - 七尾港駅が廃止。
- 1989年（平成元年） - 「国際テント村89'七尾」が開催。
- 1991年（平成3年）9月21日 - 能登食祭市場が開業[15]。
- 2023年（令和5年）10月24日 - ウラジオストク港と七尾を結ぶ旅客船「プレイオナ」が入港。ロシアのウクライナ侵攻以降、日本にロシア船が就航するのは初めてとなる。
  - 七尾とウラジオストクを結ぶ貨物航路の歴史は古く、侵攻が続く2023年現在でも貨物船の往来は続いており、北国新聞の取材に対して石川県の関係者は「（旅行会社側が）昔から関係が深い七尾と旅客船でも航路を結べばいいと考えたのではないか」と答えている。また、貨物船の乗組員が日常的に出入国していることを理由に、県は七尾市に対して事前に情報を提供しなかった[16]。
  - また、政治学者の中村逸郎は、ロシア側は管理体制が緩い七尾を選んだ可能性があるとして、ロシアのスパイ行為に警戒すべきであると指摘している[16]。

## 施設
府中地区
- 七尾マリンパーク
- 能登食祭市場（道の駅にも登録）[15]

矢田新地区
- 石川県七尾港湾事務所
- 七尾港湾合同庁舎
  - 国土交通省北陸地方整備局金沢港湾・空港整備事務所七尾港出張所
  - 第九管区海上保安本部七尾海上保安部[7]
  - 大阪税関金沢税関支署七尾出張所

大田地区
- 七尾市公設地方卸売市場

赤崎地区
- 北陸電力七尾大田火力発電所[17][18]

三室地区
- 七尾国家石油ガス備蓄基地[17]

## 港湾統計
取扱貨物量は県内の港では最大である。現在は在来型貨物船が中心で、コンテナ航路は有していない。
2015年度の発着数は1,626隻（4,029,667総トン）、うち外航商船183隻（3,358,780総トン）、利用客数は13,705人（乗込人員6,901人、上陸人員6,804人）である。
| 統計年             | 取扱貨物量（t） | 取扱貨物量（t） | 取扱貨物量（t） | 入港船舶数（隻） | 入港船舶数（隻） | 入港船舶総トン数(t) | 入港船舶総トン数(t) |
| ------------------ | --------------- | --------------- | --------------- | ---------------- | ---------------- | ------------------- | ------------------- |
| 統計年             | 計              | （輸出）        | （輸入）        | 計               | （外航商船）     | 計                  | （外航商船）        |
| 2006年（平成18年） | 4,367,769       | 85,999          | 3,641,128       | 1,576            | 241              | 4,191,816           | 3,356,545           |
| 2005年（平成17年） | 3,857,501       | 64,509          | 3,191,739       | 1,590            | 212              | 3,888,155           | 3,101,388           |
| 2004年（平成16年） | 4,241,436       | 47,892          | 3,441,369       | 1,771            | 213              | 4,205,210           | 3,273,957           |
| 2003年（平成15年） | 4,178,536       | 10,876          | 3,383,161       | 1,839            | 184              | 3,909,400           | 3,115,954           |

## 近隣港湾
- 直江津港
- 伏木富山港
- 金沢港